# Italiaanse bosspitsmuis
De Italiaanse bosspitsmuis (Sorex samniticus) is een spitsmuis die alleen voorkomt in Italië. Hij komt vooral voor in de Apennijnen tussen de 300 meter en de 1160 meter hoogte. De soort is op het oog nauwelijks te onderscheiden van de gewone bosspitsmuis (Sorex araneus). Hij is wat kleiner, heeft een plattere schedel, en een duidelijk kleinere staart. De soort werd tot voor kort beschouwd als een ondersoort van de bosspitsmuis. De populatie van Monte Gargano wordt als een aparte, iets kleinere, ondersoort Sorex samniticus garganicus beschouwd.
Afmetingen:
- Kop-romplengte: 68–78 mm
- Staartlengte: 33–45 mm
- Gewicht: 6,5-10 gram